# Kinbrae (Minnesota)
Kinbrae es una ciudad ubicada en el condado de Nobles en el estado estadounidense de Minnesota. En el Censo de 2010 tenía una población de 12 habitantes y una densidad poblacional de 4,61 personas por km². Es la tercera ciudad más pequeña, en población, de Minnesota.

## Geografía
Kinbrae se encuentra ubicada en las coordenadas 43°49′22″N 95°28′33″O / 43.82278, -95.47583. Según la Oficina del Censo de los Estados Unidos, Kinbrae tiene una superficie total de 2.6 km², de la cual 2.24 km² corresponden a tierra firme y (13.75%) 0.36 km² es agua.

## Demografía
Según el censo de 2010, había 12 personas residiendo en Kinbrae. La densidad de población era de 4,61 hab./km². De los 12 habitantes, Kinbrae estaba compuesto por el 100% blancos, el 0% eran afroamericanos, el 0% eran amerindios, el 0% eran asiáticos, el 0% eran isleños del Pacífico, el 0% eran de otras razas y el 0% pertenecían a dos o más razas. Del total de la población el 0% eran hispanos o latinos de cualquier raza.